# 567 î.Hr.
Anul 567 î.Hr. a fost un an de dinaintea Calendarului Iulian.